# Scandia neglecta
Scandia neglecta is een hydroïdpoliep uit de familie Hebellidae. De poliep komt uit het geslacht Scandia. Scandia neglecta werd in 1913 voor het eerst wetenschappelijk beschreven door Stechow. 